# Гордієнко Іван Іванович
Гордієнко Іван Іванович (3 липня 1897, Казенно-Торсько-Олексіївське-?) – організатор Вільного козацтва, член Всеукраїнських Установчих Зборів. У 1917 році голова Ради Селянських Депутатів Бахмутського повіту.

## Біографія
Іван Гордієнко народився 3 липня 1897 року в селі Казенно-Торсько-Олексіївське (Шахове) у родині запасного рядового Івана Никифоровича Гордієнко і Олени Михайлівни. З початком Першої світової війни був мобілізований в армію, де служив у званні гренадера у 12-му гренадерському Астраханському полку. 14 лютого 1917 року отримав контузію на фронті коло міста Торчин. Після чого був направлений у тил у шпиталь до Миргорода, де зустрів Лютневу революцію. 
Після шпиталю Іван Гордієнко повернувся в рідне село, де став активним членом Української партії соціалістів-революціонерів і членом Селянської спілки.
У кінці 1917 року Гордієнка висунули як кандидата до Всеукраїнських установчих зборів від Селянської спілки і УПСР. На початку січня 1918 року Гордієнка обрали членом Всеукраїнських установчих зборів . На початку 1918 року Гордієнко організував загін Вільного козацтва в селі Шахове, але незабаром загін був роззброєний більшовиками, які приїхали з Дружківки .
Подальша доля Івана Гордієнка невідома.

## Джерело
- Мєдвєдєв А. В. Постаті Української революції 1917-1921. Село Шахове. Донеччина: минуле і сучасність. Історико-краєзнавчий альманах/ гол. редактор В.І. Романько. Луцьк : Терен, 2023. 214 с. ISBN 978-617-8235-17-8